# Орден Военных заслуг (Бразилия)
Орден Военных заслуг — действующая государственная награда Бразилии.

## История
Орден учреждён президентом Жетулиу Варгасом 11 июля 1934 года, устав дополнялся 5 июля 1960 года и в 2000 году.  Орден  предназначен для награждения лиц обоего пола, граждан Бразилии и иностранцев,  а также воинских частей и учреждений, за заслуги перед Бразилией, связанные с деятельностью Сухопутных войск. Для награждённый за заслуги, связанные с  Военно-Морским флотом, существует Орден Морских заслуг. 
Орден имеет пять классов. Гроссмейстером ордена считается президент Бразилии, в период своего нахождения в должности. При награждении воинской части орден крепится на знамя.

## Знаки ордена
Дизайн награды  восходит к Ависскому ордену. Лента ордена зеленая, по краям по две белых полосы, широкая и узкая. Знак ордена представляет собой покрытый белой эмалью крест сложной формы. В центре креста находится рельеф, окружённый надписью «Боевые заслуги».

## Классы ордена
| Орденские планки        |                |          |        |         |
| Кавалер Большого креста | Великий офицер | Командор | Офицер | Кавалер |

## Галерея

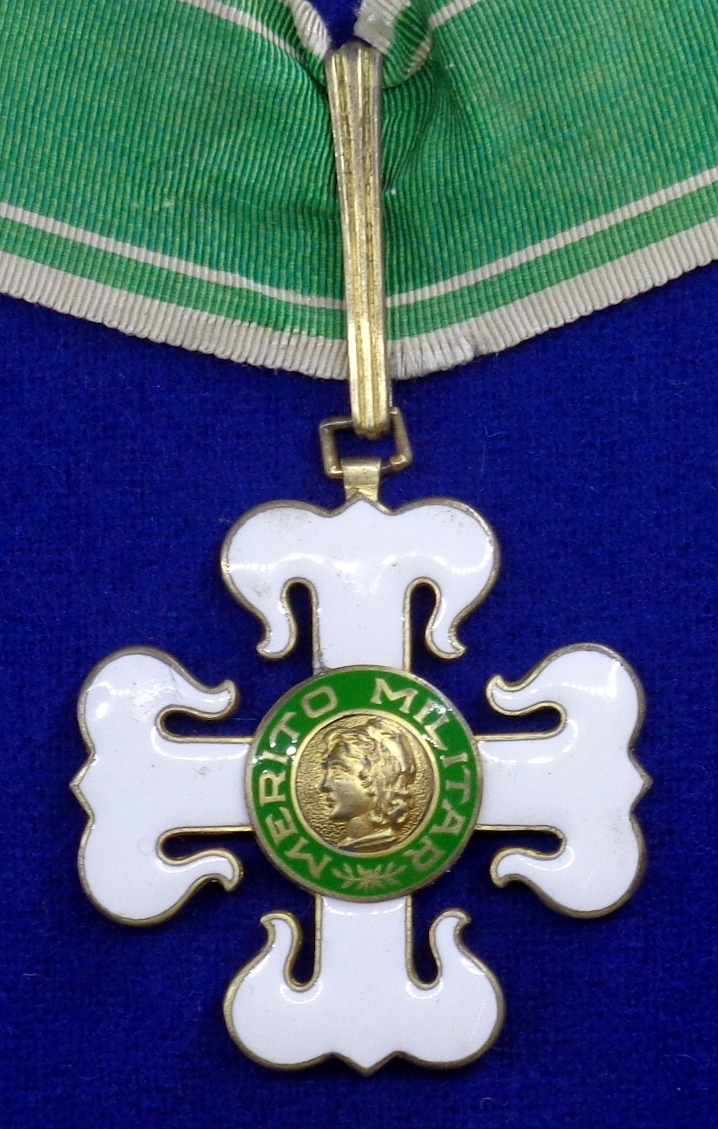
Знак ордена
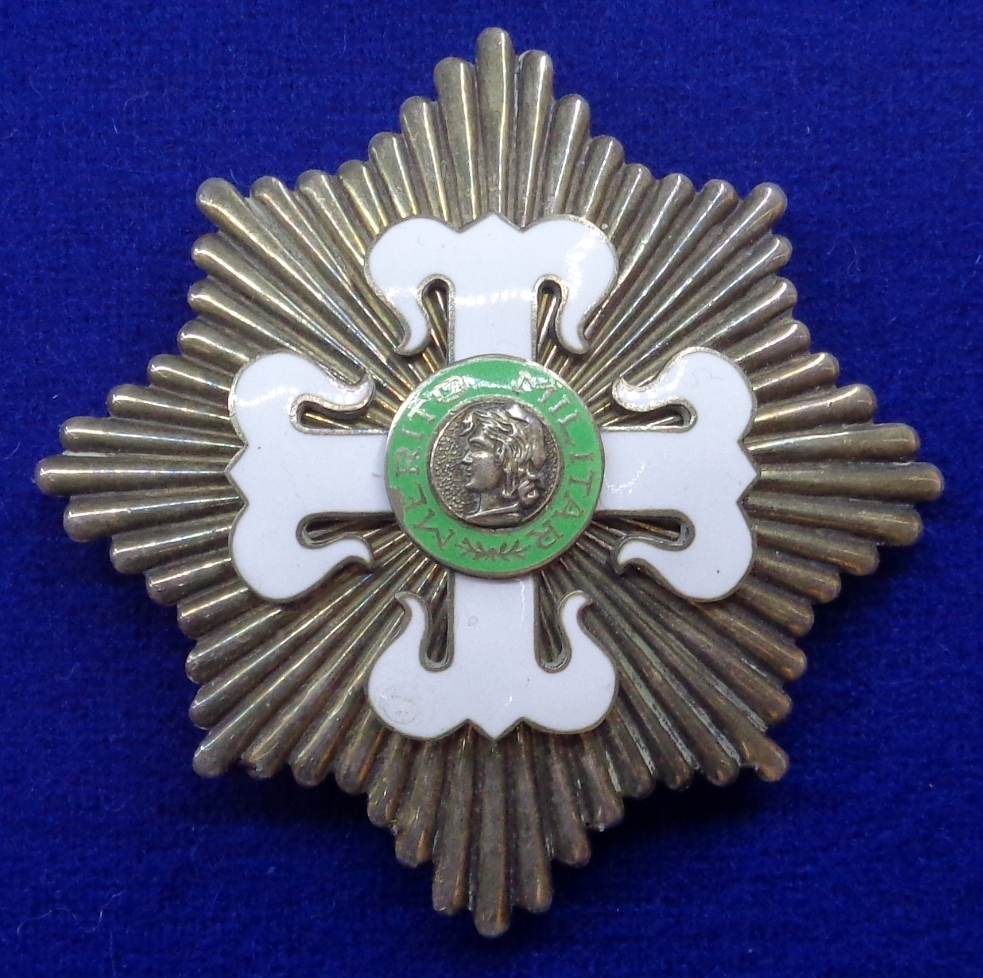
Звезда ордена